# Lijst van Griekse goden
De Griekse goden zijn de goden uit de Griekse mythologie. Ze werden mede gebruikt om allerlei verschijnselen, van bliksem tot liefde, te verklaren.
Hieronder staat een alfabetische lijst van de Griekse goden. Ze zijn ingedeeld naar status of het deel van de natuur waar zij verwant aan waren.

## Griekse goden
- Aphrodite (geboren uit het bloed van Ouranos op de zee, hiermee de oudste godin, godin van liefde, vruchtbaarheid, schoonheid en beschermster van flora en fauna,)
- Apollo (zoon van Zeus en Leto, zon, orakel, geneeskunde, voorspellingskunst en muziek)
- Ares (zoon van Hera en Zeus, oorlog, krijgslust)
- Artemis (tweelingzuster van Apollo, dochter van Zeus en Leto, maan, jacht, maagden, wilde dieren en kuisheid, maar ook vruchtbaarheid)
- Demeter (zuster van Zeus, landbouw, oogst en graan)
- Dionysos, ook wel Bakchos of Iakchos (druiven, wijn, feesten en theater)
- Eros (god van de liefde, zoon van Aphrodite soms aangegeven als minnaar van Aphrodite)
- Hades (zoon van Kronos, broer van Poseidon en Zeus, hoorn des overvloeds, rijkdom en god van de onderwereld)
- Hebe (schenkster van de goden, later vrouw van Herakles, jeugd)
- Hephaistos (zoon van Hera en Zeus, smeedwerk, vuur en ambachten)
- Hera (dochter van Kronos, zuster en vrouw van Zeus, beschermt het gezin, vrouw en huwelijk)
- Hermes (zoon van Zeus en Maia, handel, reizigers, dieven, boodschapper van de goden)
- Hestia (huis en haard, familie)
- Iris (boodschapper goden en laat regenboog achter)
- Pallas Athena (dochter van Zeus, beschermster van kunstenaars, handwerkslieden en Athene, oorlog, wijsheid, oorlogsgodin, beschermengel van Griekse helden)
- Pan (woud, herdersleven wildernis en de muziek)
- Panacea (mythologie) (godin van de geneesmiddelen)
- Persephone (godin van het dodenrijk en het voorjaar, vrouw van Hades en dochter van Demeter)
- Poseidon (zoon van Kronos, broer van Zeus en Hades, god van de zeeën, aardbevingen en paarden)
- Zeus (zoon van Kronos, oppergod: koning van goden, heerst over de hemel, lucht, het weer en de bliksem)

## Oergoden
- Aether (de atmosfeer)
- Chaos (de leegte)
- Erebos (het duister)
- Eros (de liefde)
- Gaia (de aarde)
- Hemera (de dag)
- Nyx (de nacht)
- Tartaros (de onderwereld)
- Ouranos (de hemel)
- Sphinx (het geluk)

## Zee- en riviergoden
Elke waterloop, zij het een zee, een oceaan, een rivier of een bron, heeft zijn eigen god. Op deze manier kan een rivier in een bepaalde mythe gepersonificeerd worden.
- Achelous
- Acheron
- Acis
- Alpheus
- Amphitrite
- Asopus
- Ceto
- Glaucus
- Leucothea
- De Naiaden
  - Aegle (Volgens sommigen was zij bij Helios de moeder der Chariten. Zij is een personificatie van de glans van het zonnelicht.)
  - Castalia
  - Creüsa
  - Eurydice
  - Lilaea
  - Melite
  - Nomia
  - Periboia
  - Crinaeae (springend water)
  - Eleionomae (moerassen en zee)
  - Limnaden (meren)
  - Pegaeae (bronnen)
  - Potamiden (rivieren)
- Nereus
  - De Nereïden
    - Amphitrite
    - Arethusa
    - Galatea
    - Lotis
    - Lycorias
    - Panopea
    - Pherusa
    - Psamathe
    - Thetis
    - Thoosa
- Oceanus (de oceaan)
  - De Oceaniden (Voor een uitgebreidere lijst, zie Oceaniden)
    - Acheloüs
    - Acheron
    - Alpheus
    - Amalthea
    - Amphitrite
    - Asia
    - Asopus
    - Callirhoë
    - Catillus
    - Cebren
    - Cephissus
    - Circe
    - Clymene
    - Crinisus
    - Dione
    - Doris
    - Elektra
    - Enipeus
    - Eurynome
    - Inachus
    - Lysithea
    - Melia
    - Meliboea
    - Merope
    - Nilus
    -  Peneus
    - Perseïs
    - Philyra
    - Pleione
    - Rhode
    - Skamandros
    - Telesto
    - Tyche
- Palaemon
- Phorcys
- Poseidon
- Proteus
- Thalassa
- Thetis
- Thetys
- Triton

## Windgoden (Anemoi)
- Aeolus (de wind)
- Boreas (de noordenwind)
- Euros (de oostenwind)
- Notos (de zuidenwind)
- Zephyros (de westenwind)

## Gepersonifieerde concepten
- Apate (misleiding)
- Bia (geweld)
- Chloris (natuur)
- Chronos (tijd)
- Eris (twist)
- Eros (liefde)
- Hybris (overmoedigheid)
- Hygieia (gezondheid)
- Hypnos (slaap)
- Kratos (kracht)
- Metis (wijsheid)
- Nikè (overwinning)
- Nemesis (wraak)
- Philotes (affectie)
- Thanatos (de dood)
- Themis (orde)
- Zelus (ijver)

en:
- de Chariten (gratiën)
  - Aglaia
  - Euphrosyne
  - Thaleia of Cleta
- de Horen (seizoenen)
  - Auxo (zomer)
  - Carpo (winter)
  - Flacco of Flacca (herfst)
  - Thallo (lente)
- de Moirae (lot)
  - Atropos
  - Clotho
  - Lachesis
- de Muzen (kunst)
  - Clio (de geschiedschrijving)
  - Erato (de liefdespoëzie)
  - Euterpe (het fluitspel)
  - Kalliope (de epische poëzie)
  - Kalypso
  - Melpomene (de tragedie)
  - Polyhymnia (het gewijde lied)
  - Terpsichore (de lyriek)
  - Thalia (de komedie)
  - Urania (de sterrenkunde)

## Phorceïden
- Charybdis
- De Graeae
  - Deino
  - Enyo
  - Pemphredo
- De Gorgonen
- Scylla

## Nimfen
- Adrasteia
- Amphitrite
- Arethusa
- Calypso
- Clytia
- Crataeis
- Daphne
- Dryaden
- Echo
- Eidyia
- Hamadryaden
- De Naiaden
- De Nereïden
- De Oreaden
- De Hesperiden
- Syrinx

## Titanen
- Asteria
- Astraeus
- Atlas
- Clymene
- Coeus
- Crius
- Dione
- Epimetheus
- Hekate
- Helios (zonnegod, zoon van Hyperion en Theia)
- Hyperion
- Iapetus
- Kronos (oppertitaan)
- Leto
- Menoetius
- Mnemosyne
- Okeanos
- Phoebe
- Prometheus
- Rhea
- Tethys
- Theia
- Themis

## Cyclopen
- Arges
- Brontes
- Steropes
- Polyphemos

## Hekatoncheiren
- Briareus
- Cottus
- Gyges

## Giganten
- Athos
- Alcyoneus
- Damasen
- Enceladus
- Ephialtes
- Eurymedon
- Mimas
- Orion
- Pallas
- Polybotes
- Porphyrion
- Typhon